# Trzebów (przystanek kolejowy)
Trzebów – zamknięty w 1991 roku przystanek osobowy w Trzebowie na linii kolejowej nr 283 Jelenia Góra – Żagań, w województwie lubuskim.